# C.W. McCall
C.W. McCall geboren als William Dale Fries jr.  (Audubon (Iowa), 15 november 1928 – Ouray (Colorado), 1 april 2022) was een Amerikaanse countryzanger.

## Jeugd
Als kind toonde Fries al zijn muzikale talent, maar hij was meer geïnteresseerd in tekenen. Hij studeerde kunst en muziek aan de University of Iowa. Na afsluiting van zijn studie werkte hij als tekenaar bij een televisiezender in Omaha. 
Begin jaren 1960 wisselde hij naar het ook in Omaha gevestigde reclamebureau Bozell & Jacobs, waar hij in 1973 als creatief directeur tv-reclamecampagne maakte voor de bakkerijproducten-fabrikant Metz Baking Company uit Sioux City. De reclamespots handelden over een vrachtwagenchauffeur van de fictieve Old Home Bread Company met de naam C.W. McCall, zijn hond Sloan en het truckercafé The Old Home Café, dat hij vaak bezocht. Fries creëerde de figuur op basis van zijn eigen jeugd in Iowa. De reclamespots werden zo succesvol, dat het dagblad Des Moines Register de tv-zendtijd van hun programma uitbreidde. 
In 1974 werden de spots onderscheiden met de reclameprijs Clio Award als beste bioscoop- en tv-campagne. De in een van de spots gebruikte song Old Home Filler-Up an Keep on a-Truckin Café (met tekst en zang van Fries als C.W. McCall, muziek van Chip Davis, later bij de band Mannheim Steamroller, plaatste zich op de 54e plaats in de Billboard Hot 100. Het volgende album Black Bear Road (1975) plaatste zich aan de top van de countryhitlijst.

## Carrière
In 1974 verscheen het eerste album Wolf Creek Pass (#4, countryhitlijst) van C.W. McCall. De titelsong Wolf Creek Pass plaatste zich in 1975 in de Billboard Hot 100 (#40). Het volgende album Black Bear Road (1975) bereikte de toppositie in de countryhitlijst. De single Convoy (1975) uit dit album, die vertelt over een truckeropstand, is McCalls bekendste song. De song plaatste zich zowel in de countryhitlijst als de Billboard Hot 100 op de eerste plaats (10 januari 1976). In 1978 kwam de op deze song gebaseerde film Convoy van Sam Peckinpah uit met Kris Kristofferson, Ali MacGraw, Burt Young en Ernest Borgnine. Voor de film schreef McCall een nieuwe versie van zijn hit.
McCall bracht vier verdere albums uit. Meestal schreef Davis de muziek, later ook anderen. Met het album Wilderness richtte hij de aandacht op het thema milieu. Noemenswaardige successen in de pophitlijst had hij niet meer. De single Rose For Mama uit het gelijknamige album uit 1977 plaatste zich in de countryhitlijst (#2). Daarna trok McCall zich enkele jaren terug uit de muziekbusiness. Hij vertrok naar de kleine stad Ouray in Colorado, waar hij van 1986 tot 1992 voor drie ambtstermijnen werd gekozen tot burgemeester.
In 1990 verscheen de cd The Real McCall met digitale nieuwe opnamen van oude McCall-songs en een nieuwe song. In 2003 werkte hij mee aan het album American Spirit van de band Mannheim Steamroller, dat nieuwe opnamen van Convoy en Wolf Creek Pass bevat.

## Privéleven
Samen met zijn echtgenote Rena Jay woonde hij in Ouray, waar hij op 93-jarige leeftijd overleed.

## Discografie

### Singles
- 1974:	Old Home Filler-Up an' Keep On-a-Truckin' Cafe
- 1975: Black Bear Road (B-kant van Four Wheel Drive)
- 1975: Classified
- 1975: Convoy
- 1975: Four Wheel Drive
- 1975:	Wolf Creek Pass
- 1976: Crispy Critters (B-kant van Jackson Hole)
- 1976: Four Wheel Cowboy
- 1976: Jackson Hole
- 1976:	There Won't Be No Country Music (There Won't Be No Rock 'n' Roll)
- 1977: Audubon
- 1977: Old Glory
- 1977: Roses for Mama
- 1977:	'Round the World with the Rubber Duck
- 1978: Outlaws and Lone Star Beer
- 1979:	Outlaws and Lone Star Beer
- 1980: Kidnap America
- 1985: Pine Tar Wars

### Albums
- 1975:	Wolf Creek Pass
- 1975: Black Bear Road
- 1976:	Wilderness
- 1977:	Rubber Duck
- 1978:	Roses for Mama
- 1979: C. W. McCall and Co.
- 1979: San Juan Odyssey (met London Symphony Orchestra)
- 1990: The Real McCall: An American Storyteller
- 2003:	American Spirit (met Mannheim Steamroller)

### Compilaties
- 1978:	C. W. McCall's Greatest Hits
- 1989: Four Wheel Cowboy
- 1991: The Legendary C. W. McCall
- 1997: The Best of C. W. McCall

- Bibliothèque nationale de France: cb14043674g (data)
- Gemeinsame Normdatei: 1017428662
- International Standard Name Identifier: 0000 0001 1444 9392
- Library of Congress Control Number: n95016372
- MusicBrainz: 07a7e7d3-910c-472e-92b2-a3a69f95a504
- Système universitaire de documentation: 113749465
- Virtual International Authority File: 56811630
- WorldCat: E39PBJvRRJvvHymwmY4xxCQwmd